# Arrondissement de Chiavari
Pour les articles homonymes, voir Chiavari (homonymie).
L'arrondissement de Chiavari est un ancien arrondissement du département des Apennins. Il fut créé le 6 juin 1805, dans le cadre de la nouvelle organisation administrative mise en place par Napoléon Ier en Italie et supprimé le 11 avril 1814, après la chute de l'Empire.

## Composition
L'arrondissement de Chiavari comprenait les cantons de Borzonasca, Chiavari, Lavagna, Mocònesi, Rapallo, Santo Stefano d'Aveto, Sestri Levante, tous situés dans l'actuelle province de Gênes et Varese Ligure dans la province de La Spezia.